# Musée du Parfum (Prissé)
Pour les articles homonymes, voir Musée du parfum.
Le musée du Parfum est un musée français situé dans la ville de Prissé, en Saône et Loire et ouvert en 1998.